# Johnny Guitar (chanson)
Pour les articles homonymes, voir Johnny Guitare.
Johnny Guitar  est une chanson écrite en anglais par Peggy Lee et mise en musique par Victor Young. C'est le seul titre musical du film Johnny Guitare de Nicholas Ray, sorti en 1954. 
Dans le film, la musique est utilisée pour les titres et tout au long du film. La chanson est interprétée au piano par Joan Crawford puis par Peggy Lee à la fin du film.
La chanson apparaît aussi sur toutes les stations radio du jeu vidéo Fallout: New Vegas.